# Vallo della Lucania
Vallo della Lucania este o comună din provincia Salerno, regiunea Campania, Italia, cu o populație de 7.992 locuitori (1 ianuarie 2023) și o suprafață de 25,32 km².

## Demografie
Vallo della Lucania - evoluția demografică

|  | Graficele sunt indisponibile din cauza unor probleme tehnice. Mai multe informații se găsesc la Phabricator și la wiki-ul MediaWiki. |

Date: Recensăminte sau birourile de statistică - grafică realizată de Wikipedia